# Eleição presidencial na Bahia em 2022
A eleição presidencial na Bahia em 2022 foi realizada em dois turnos, nos dias 2 e 30 de outubro, o primeiro e o último domingo de outubro, respectivamente, como parte da Eleição presidencial no Brasil em 2022, em que os 26 estados e o Distrito Federal participaram. O candidato do PT, Lula da Silva, que concorre a seu terceiro mandato venceu no 2º turno no estado com a larga votação de 72,12% dos votos válidos, o que equivale a 6.097.815 votos. O candidato à reeleição, Jair Bolsonaro, do PL, obteve 2.357.028, 27,88% dos votos válidos. Lula obteve uma vitória expressiva na Bahia, vencendo em 415 dos 417 municípios. Bolsonaro venceu em apenas 2 cidades: Luís Eduardo Magalhães e Buerarema.